# Змієві вали (пам'ятка природи)
Змі́єві вали́ (Макарів) — західна ділянка Змієвих валів навколо Києва. Тут на смузі шириною 10 кілометрів розташовано чотири паралельні лінії валів.

## Розташування
На поточний час мають статус геологічної пам'ятки природи місцевого значення, що розміщена на теренах Макарівського району Київської області.
Пам'ятка розташовується на території державного підприємства «Макарівське лісове господарство»: на площі 7,58 га Макарівського лісництва — квартал 30 виділи 3, 4, 10-12, 18, 24-26, 36, квартал 32 виділи 19, 20, 29, 22, 31, 34, квартал 37 виділи 2, 3, 10.2, 11, 12, 15-18, квартал 39 виділи 4.1, 2, 13, 21, квартал 40 виділи 18, 19, квартал 42 виділи 5, 14, 19, 25, 26, квартал 44 виділи 16, 19-21, квартал 46 виділи 10, 11, 15, 16, 18, 21, квартал 48 виділи 4, 7, 9, 14, 15, квартал 50 виділи 17, 1, 19-22, квартал 52 виділи 4, 5, 10-12, 14, квартал 90 виділи 18, 19, 21; 0,97 га Ніжиловицького лісництва квартал 33 виділи 25, 26, 28, 29, 35, квартал 46 виділи 10, 12, 13, 17, квартал 56 виділи 3-6, 8, квартал 57 виділи 2, 5-7, 10 та 7,2 га Неарталбелицького лісництва квартал 14 виділи 9.2, 10.1, квартал 15 виділи 1.2, 2.1, 3.1, 4.1, 7.1, квартал 16 виділи 10.1, 13.1, квартал 17 виділ 12.3, квартал 18 виділ 16.1, квартал 34 виділ 1.1, квартал 35 виділи 1.1, 7, 9.1.
Загальна площа об'єкта складає 15,75 га.
Створено рішенням XX сесії XXIII скликання Київської обласної ради від 5 березня 2002 р. № 327-20-ХХІІІ.
Геологічна пам'ятка природи є множиною відрізків стародавніх валів заввишки від 1 до 3-х метрів і завширшки від 6 до 9 метрів загальною довжиною 15920 метрів.

## Галерея

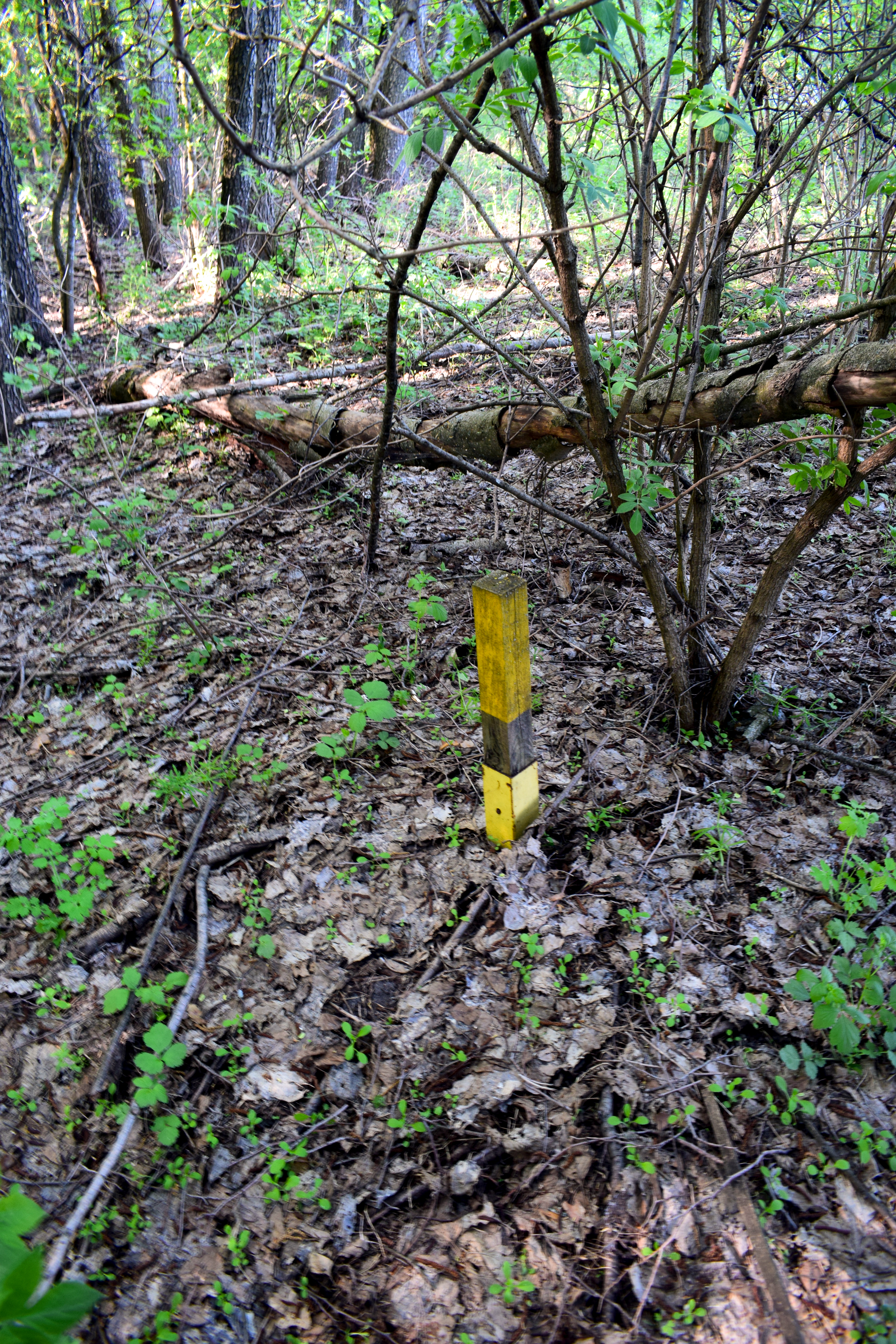
Тут мала бути табличка
Вал з ровом коло села Небелиця
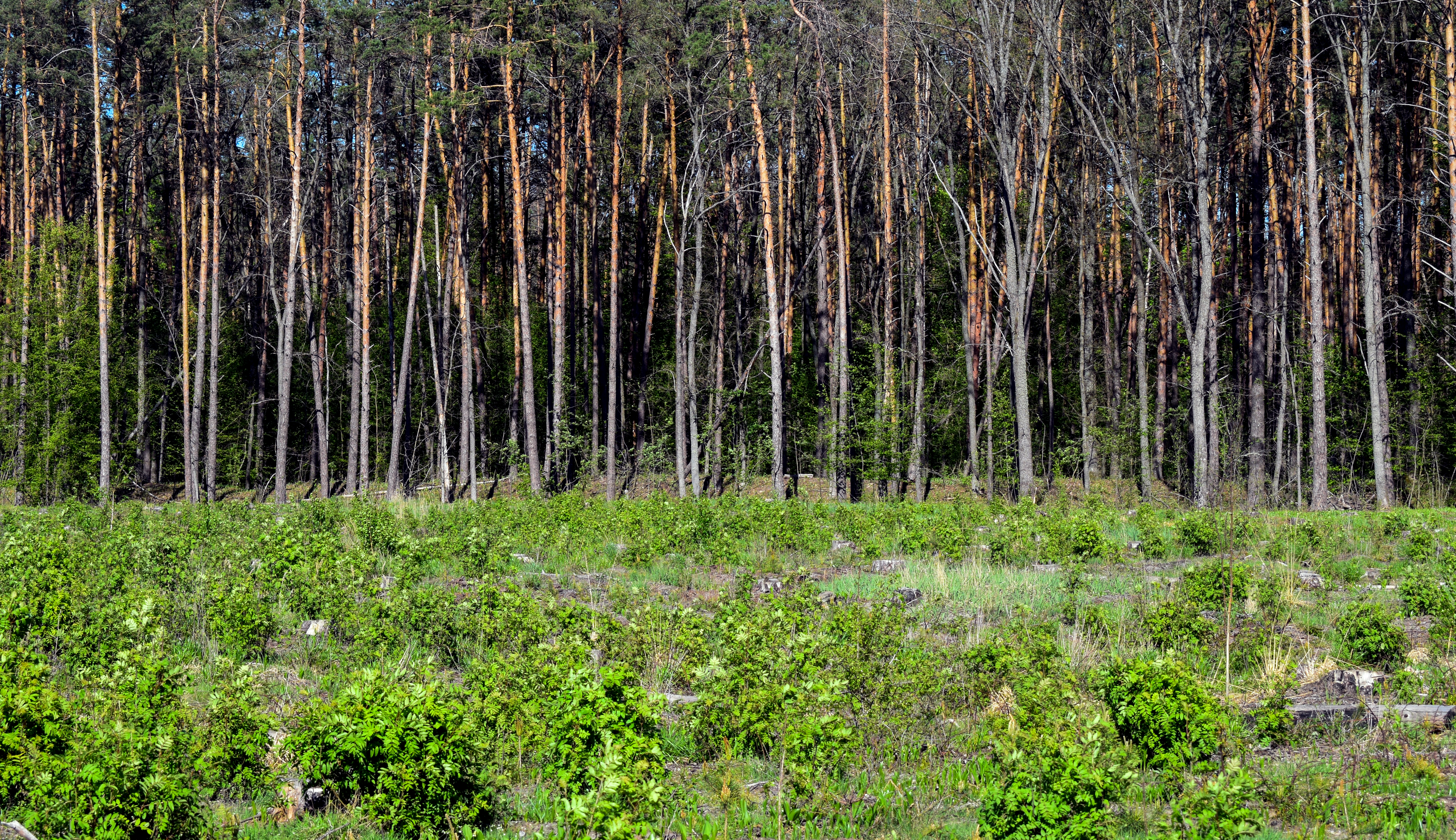
Вал за галявиною
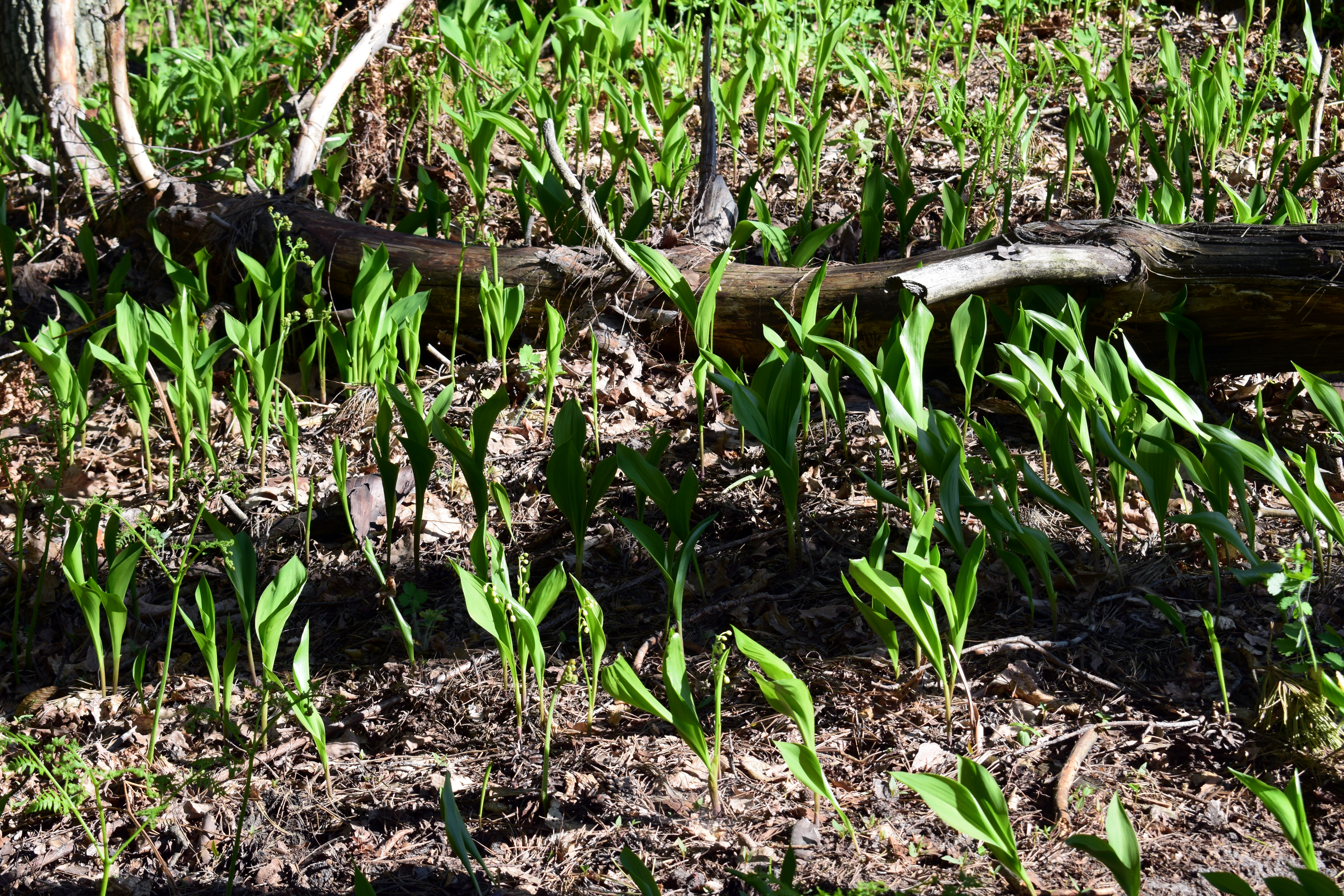
Конвалія
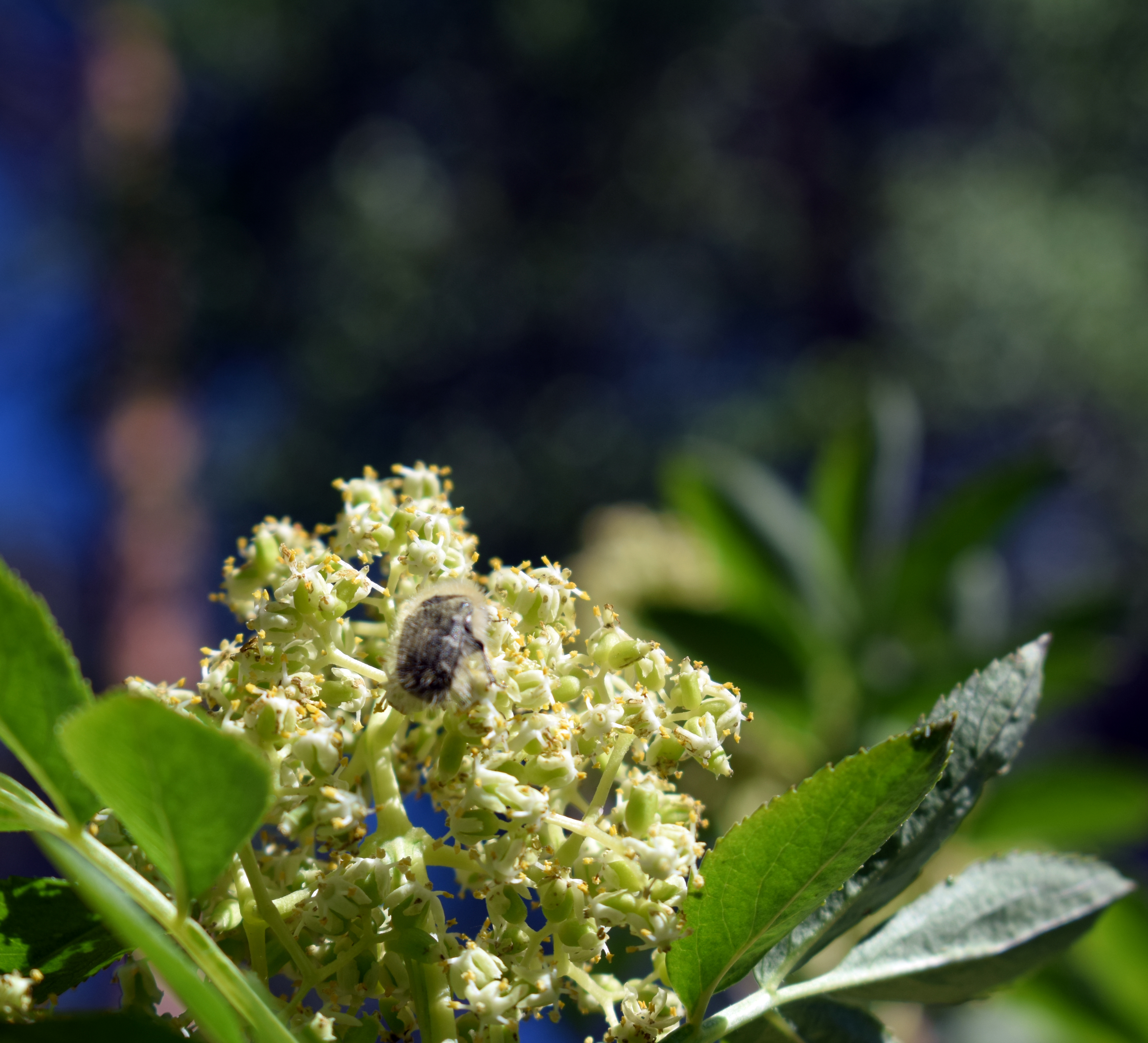
Бронзівка волохата харчується квітами бузини
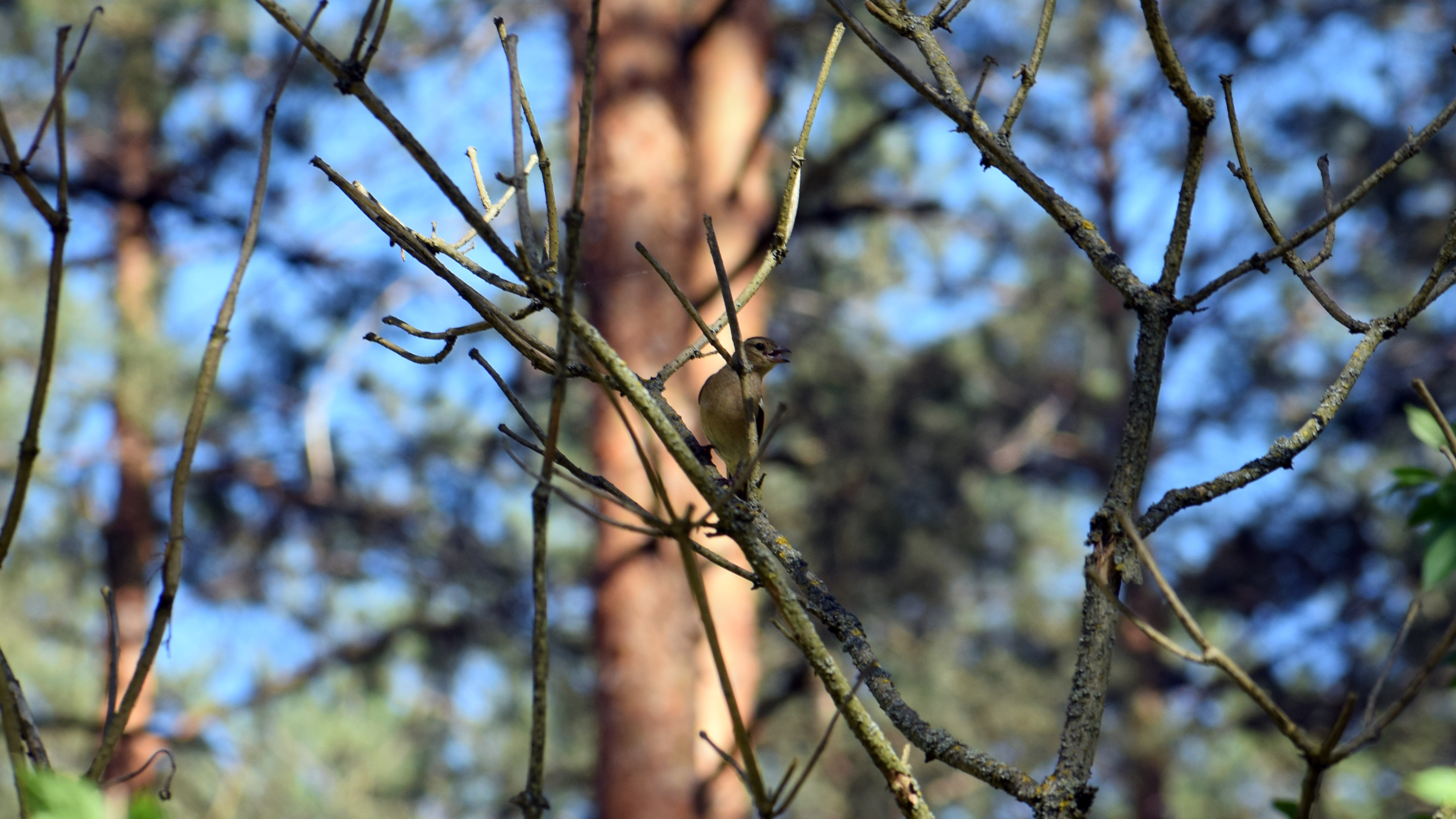
Вівчарик